# Tibet (1912-1950)
Tibet fra 1912 til 1951 var den periode som selvstændig og uafhængig stat, der fulgte efter Qing-dynastiets sammenbrud i 1912 og som varede indtil Folkerepublikken Kina besatte landet og efterfølgende indlemmede det i Folkerepublikken Kina. Det tibetanske Ganden Phodrang-regime var et protektorat under Qing-styret indtil 1912, med udstrakt grad af autonomi. Samtidig blev Tibet også anset som et britisk protektorat. Samtidig undertegnede flere tibetanske repræsentanter en traktat mellem Tibet og Mongoliet, der forkyndte gensidig anerkendelse og deres fulde uafhængighed fra Kina, og Republikken Kinas regering ikke anerkendte traktatens legitimitet. Med de mange tibetanske repræsentanters udstrakte grad af autonomi og "proklamation af uafhængighed" beskrives denne periode i Tibet ofte som "de facto selvstændigt", mens mange lande og FN formelt har anerkendt Tibet som en del af Republikken Kina.
Perioden sluttede efter, at den nationalistiske kinesiske regering led nederlag i den kinesiske borgerkrig til det kinesiske kommunistparti, og Folkets Befrielseshær besatte Tibet i 1950, og efterfølgende syttenpunktsoverenskomsten blev underskrevet med kineserne, hvilken bekræftede Kinas suverænitet over Tibet det følgende år.

## Historie

### Qing-dynastiets fald (1911-12)
Tibet havde været under Qing-dynastiets administrative styre siden 1720. Efter Xinhai-revolutionen i 1911-12 lancerede tibetanske militære styrker et overraskelsesangreb på Qing-garnisonen, der var blevet stationeret i Tibet efter Xinhai Lhasa-uroen. Efter Qing-dynastiets fald i 1912 blev Qing-embedsmændene i Lhasa tvunget til at underskrive "Trepunktsaftalen" om overgivelse og udvisning af Qing-styrker fra det centrale Tibet. I begyndelsen af 1912 erstattede Republikken Kinas regering Qing-dynastiet som Kinas regering, og den nye republik hævdede sin suverænitet over alle de tidligere dynastiers territorier, som omfattede 22 kinesiske provinser, Tibet og Mongoliet.
Efter oprettelsen af den nye republik sendte Kinas midlertidige præsident Yuan Shikai et telegram til den 13. Dalai Lama og genoprettede dennes tidligere titler. Dalai Lama afviste disse titler og svarede, at han "havde til hensigt at udøve både tidsmæssig og kirkeligt styre i Tibet." I 1913 vendte Dalai Lama, der var flygtet til Indien, da Qing havde sendt en militærkspedition for at etablere direkte kinesisk styre over Tibet i 1910, tilbage til Lhasa og udstedte en proklamation, der fastslog, at forholdet mellem den kinesiske kejser og tibet "havde været protektor og præst og ikke var baseret på underordnelse af den ene til den anden." "Vi er en lille, religiøs og uafhængig nation," udtalte proklamationen.
I januar 1913 underskrev Agvan Dorzhiev og tre andre tibetanske repræsentanter en traktat mellem Tibet og Mongoliet i Urga, der erklærede gensidig anerkendelse af deres uafhængighed fra Kina. Den britiske diplomat Charles Bell skrev, at den 13. Dalai Lama fortalte ham, at han ikke havde bemyndiget Agvan Dorzhiev til at indgå nogen traktater på vegne af Tibet. Da teksten ikke blev offentliggjort, tvivlede nogle oprindeligt på traktatens eksistens, men den mongolske tekst blev udgivet af mongolsk videnskabsakademi i 1982.

### Simla-konventionen (1914)
I 1913-14 blev der afholdt en konference i Simla mellem Storbritannien, Tibet og Republikken Kina. Briterne foreslog, at dele tibetanske beboede områder ind i et ydre og et indre Tibet (efter forbillede fra en tidligere aftale mellem Kina og Rusland over Mongoliet). Det ydre Tibet, der er omtrent det samme område som den moderne autonome Tibet-region, ville være autonom under kinesisk suzarænitet. På dette område ville Kina afholde sig fra "indblanding i administrationen." I Indre Tibet, der består af østlige Kham og Amdo, ville Lhasa kun bevare kontrollen med religiøse forhold. I 1908-18 var der en kinesisk garnison i Kham, og de lokale fyrster var underlagt kommandanten.
Da forhandlingerne brød sammen over den specifikke grænse mellem Indre og Ydre Tibet, trak den britiske chefforhandler Henry McMahon det, der er blevet kendt som McMahon-linjen til afgrænse Tibets og Indiens grænse, svarende til den britiske anneksion af 9.000 kvadratkilometer traditionelt tibetansk territorium i det sydlige Tibet, nemlig Tawang-distriktet, hvilket modsvarer den nordvestlige ende af den moderne indiske delstat Arunachal Pradesh, men erkendte samtidig kinesisk overhøjhed i Tibet og bekræfter sidstnævntes status som en del af kinesisk territorium, med et løfte fra regeringen i Kina om, at Tibet ikke ville blive omdannet til en kinesisk provins.
Senere hævdede kinesiske regeringer, at denne McMahon-linje ulovligt overførte en stor mængde territorium til Indien. Det omstridte område kaldes "Arunachal Pradesh" af Indien og "Sydbibet" af Kina. Briterne havde allerede indgået aftaler med lokale stammeledere og oprettet den nordøstlige grænseregion for at forvalte området i 1912.
Simla-konventionen blev underskrevet af alle tre delegationer, men blev straks afvist af Beijing på grund af utilfredshed med måden, som grænsen mellem det ydre og det indre Tibet blev trukket på. McMahon og tibetanerne underskrev derefter dokumentet som en bilateral aftale med en note, der fraskrev Kina nogen af de rettigheder, det havde fået, medmindre det underskrev konventionen. Den britiske regering af Indien afviste oprindeligt McMahons bilaterale aftale som uforenelig med den anglo-russiske konvention af 1907.
McMahon-linjen blev betragtet af briterne og senere den uafhængige indiske regering for at være grænsen; dog har den kinesiske opfattelse siden da været, at eftersom Kina, som hævdede suverænitet over Tibet, ikke underskrev traktaten, var traktaten ugyldig, og annektering af og kontrollen med dele af Arunachal Pradesh af Indien er ulovligt. (Dette banede senere vejen til den kinesisk-indiske krig i 1962 og grænsekonflikten mellem Kina og Indien, der fortsætter i dag.)
I 1938 offentliggjorde briterne endelig Simla-konventionen som en bilateral aftale og krævede, at Tawang-klosteret, der ligger syd for McMahon-linjen, ophørte med at betale skat til Lhasa. Hsiao-Ting Lin hævder, at et bind af C.U. Aitchisons samling af traktater, oprindeligt udgivet med en note om, at der var opnået nogen bindende aftale på Simla, blev kaldt tilbage fra biblioteker og erstattes med et nyt bind, som har en falsk 1929-udgivelsesdato og inkluderer Simla sammen med en redaktionsnote om, at Tibet og Storbritannien, men ikke Kina, accepterede aftalen som bindende.
Den 1907-anglo-russiske traktat, som tidligere havde fået briterne til at stille spørgsmålstegn ved Simlas gyldighed, var blevet opsagt af russerne i 1917 og af russerne og briterne i fællesskab i 1921. Tibet ændrede imidlertid sin stilling til McMahon-linjen i 1940'erne. I slutningen af 1947 skrev den tibetanske regering en note, der blev forelagt det nyligt uafhængige indiske ministerium for eksterne anliggender, der gjorde krav på de tibetanske distrikter syd for McMahon-linjen. Desuden havde den kinesiske regering ved at nægte at underskrive Simla-dokumenterne undsluppet efter enhver anerkendelse af McMahon-linjens gyldighed.

### Efter den 13. Dalai Lamas død i 1933
Siden udskillelsen af Amba fra Tibet i 1912 var kommunikationen mellem Tibet og Kina kun sket med briterne som mægler. Direkte kommunikation blev genoptaget efter den 13. Dalai Lama's død i december 1933, da Kina sendte en "kondolence-mission" til Lhasa under ledelse af general Huang Musong.
Kort efter den 13. Dalai Lama døde bekræftede Kashag - ifølge nogle kilder - sin holdning i 1914, at Tibet forblev nominelt del af Kina, forudsat at Tibet kunne styre sine egne politiske anliggender. I sit essay Hidden Tibet: History of Independence and Occupation (Skjult Tibet: Historien om uafhængighed og besættelse) udgivet af Biblioteket for Tibetanske Værker og Arkiver i Dharamsala, citerede S.L. Kuzmin flere kilder, der indikerer, at den tibetanske regering ikke havde erklæret Tibet en del af Kina, på trods af en efterligning af kinesisk suverænitet foretaget af Koumintang-regeringen. Siden 1912 havde Tibet været de facto uafhængig af kinesisk kontrol, men ved andre lejligheder havde den givet udtryk for vilje til at acceptere den nominelle underordnede status som en del af Kina, forudsat, at tibetanske interne regering blev uberørt og at Kina opgav kontrollen over en række vigtige etniske tibetanske områder i Kham og Amdo. Til støtte for udsagn om, at Kinas regering over Tibet ikke blev afbrudt, hævder Kina, at officielle dokumenter viste, at Kinas nationale forsamling og begge parlamentsmedlemmer havde tibetanske medlemmer, hvis navne var bevaret for hele tiden.
Kina fik derefter lov til at etablere et kontor i Lhasa, bemandet af Kommissionen for mongolske og tibetanske anliggender og ledet af Wu Zhongxin (Wu Chung-hsin), Kommissionens direktør for tibetanske anliggender, hvilket kinesisk kilder hævder var et administrativt organ - men tibetanerne hævder, at de afviste Kinas forslag om, at Tibet skulle være en del af Kina, og på sin side krævede tilbagelevering af territorier øst for Drichu (Yangtze-floden). Som reaktion på oprettelsen af et kinesisk kontor i Lhasa opnåede briterne tilsvarende tilladelse og oprettede deres eget kontor der.
Khambaoprøret i 1934 ledet af Pandastang Togbye og Pandatsang Rapga brød ud mod den tibetanske regering under denne tid, med Pandatsang-familien, der førte Khamba-stammefolk imod den tibetanske hær.

### 1930'erne til 1949
I 1935 blev den 14. Dalai Lama, Tenzin Gyatso, født i Amdo i det østlige Tibet og anerkendt af alle berørte som inkarnationen af den 13. Dalai Lama uden brug af den kinesiske "Gyldne Urne". Efter at løsesummen på 400.000 sølvdrager var betalt af Lhasa, i mod den kinesiske regerings ønsker, til Hui-muslimske krigsherre, Ma Bufang, der styrede Chinghai fra Xining, frigav Bufang ham og lod ham rejse til Lhasa i 1939. Han blev derefter indsat på tronen af Ganden Phodrang-regeringen på Potala-paladset ved det tibetanske nytår.
Kina hævder, at Kuomintang-regeringen "ratificerede" den nuværende 14. Dalai Lama, og at Kuomintang-repræsentanten general Wu Zhongxin præsiderede over ceremonien; både ratifikationsordren fra februar 1940 og ceremoniens dokumentarfilm eksisterer stadig intakt. Ifølge Tsering Shakya var Wu Zhongxin (sammen med andre udenlandske repræsentanter) til stede ved ceremonien, men der er intet bevis for, at han præsiderede det. Den britiske repræsentant Sir Basil Gould, der var til stede ved ceremonien, vidnede om den kinesiske påstands forfalskede påstand om at have været formand for det. Han kritiserede den kinesiske konto som følger:
"En rapport blev offentliggjort i den kinesiske presse, at Wu havde eskorteret Dalai Lama til sin trone og annonceret sin indsættelse, at Dalai Lama var vendt tilbage, og han satte sig i tegn på sin taknemmelighed. Alle disse kinesiske påstande var falske. Wu var kun en passiv tilskuer. Han gjorde ikke mere end at præsentere et ceremonielt tørklæde, som det var gjort af de andre, herunder den britiske repræsentant. Men kineserne har verdens øre og kan senere henvise til deres pressedokumenter og præsentere en historie om historiske begivenheder, der er helt usande. Tibet har ingen aviser, enten på engelsk eller tibetansk, og har derfor ingen mulighed for at afsløre disse falskheder."
I 1942 fortalte den amerikanske regering Chiang Kai-sheks regering, at den aldrig havde bestridt kinesiskekrav på Tibet. I 1944 kom to østrigske bjergbestigere, Heinrich Harrer og Peter Aufschnaiter, til Lhasa, hvor Harrer blev en lærer og ven til den unge Dalai Lama, der gav ham god viden om den vestlige kultur og det moderne samfund, indtil han blev tvunget at forlade landet i 1949.
Tibet etablerede et udenrigskontor i 1942, og i 1946 sendte det gratulationsmissioner til Kina og Indien (relateret til slutningen af 2. Verdenskrig). Missionen til Kina blev givet et brev rettet til den kinesiske præsident Chiang Kai-shek, der siger: "Vi vil fortsætte med at opretholde Tibets uafhængighed som en nation styret af de successive Dalai Lamas gennem en autentisk religiøs politisk styre." Missionen besluttede at deltage i en kinesisk forfatningsmæssig forsamling i Nanjing som observatører.
Under ordrer fra Ku Kai-sheks Kuomintang-regering reparerede Ma Bufang Yushu-lufthavnen i 1942 for at afskrække tibetanerne fra at opretholde sin uafhængighed. Chiang også beordrede Ma Bufang til at sætte sine muslimske soldater på krigsfod rede for en invasion af Tibet i 1942. Ma Bufang fulgte ordren og flyttede flere tusinde tropper til grænsen af Tibet. Chiang truede også tibetanerne med bombning, hvis de ikke bøjede sig.
I 1947 sendte Tibet en delegation til den Asiatiske Forbindelsers konference i New Delhi, Indien, hvor den repræsenterede sig som en selvstændig nation, og Indien anerkendte Tibet som en selvstændig nation fra 1947 til 1954. Dette kan have været den første officielle brug af det tibetanske nationale flag ved en international sammenkomst.
André Migot, en fransk læge, der rejste i mange måneder i Tibet i 1947, beskrev de komplekse grænsearrangementer mellem Tibet og Kina, og hvordan de havde udviklet sig:
For at kompensere for den skade, der blev gjort for deres interesser ved [1906] traktaten mellem England og Tibet, satte kineserne sig som mål at udvide sig vest for sfæren af deres direkte kontrol og begyndte at kolonisere landet omkring Batang. Tibetanerne reagerede kraftigt: den kinesiske guvernør blev dræbt på vej til Chamdo og hans hær drevet på flugt efter en aktion i nærheden af Batang; Flere missionærer blev også myrdet, og kinesiske udsigter var på et lavt niveau, da en speciel kommissær kaldet Chao Yu-fong dukkede op på scenen.
Udført med en voldsomhed, der gav ham tilnavnet "munkeslagteren", fejede han ned i Batang, erobrede lamaklosteret, fortsatte til Chamdo, og i en række sejrende kampagner, der bragte hans hær til Lhasas byporte, genetablerede han orden og sikrede kinesisk dominans over Tibet. I 1909 anbefalede han, at Sikang skulle udgøre en særskilt provins bestående af 36 subpræfekturer med Batang som hovedstad. Dette projekt blev først udført senere, og derefter i modificeret form, for den kinesiske revolution i 1911 bragte Chaos karriere til en ende, og han blev kort efter myrdet af sine landsmænd.
De forstyrrede tidlige år i Den Kinesiske Republik oplevede oprør blandt de fleste af de tributydende stammehøvdinge, en række kampede kampe mellem kinesere og tibetanere, og mange bemærkelsesværdige begivenheder, hvor tragedie, komedie og (selvfølgelig) religion alle havde en rolle at spille. I 1914 mødtes Storbritannien, Kina og Tibet ved konferencebordet for at forsøge at genoprette fred, men dette møde brød op efter ikke at have kunnet nå til enighed om det grundlæggende spørgsmål om den kinesisk-tibetanske grænse. Denne har, siden omkring 1918, af praktiske hensyn været anerkendt som at følge øvre Yangtzes forløb. I disse år havde kineserne for mange andre bekymringer til at bekymre sig om at genvinde Tibet. Men tingene blev gradvist roligere, og i 1927 blev provinsen Sikang skabt, men denne bestod af kun syvogtyve subpræfekturer i stedet for de seksogtredive visualiseret af den mand, der fremsatte ideen. Kina havde i løbet af et årti mistet hele det område, som Slagteren havde hærget.
Siden da har Sikang været forholdsvis fredelig, men denne korte synopsis af provinsens historie gør det nemt at forstå, hvor usikker denne tilstand er. Kinesisk kontrol var lidt mere end nominel; Jeg har ofte haft førstehåndserfaring med dens ineffektivitet. For at styre et sådant område er det ikke nok at stationere, i isolerede landsbyer adskilt fra hinanden ved mange dagers rejse, et par uimponerende embedsmænd og en håndfuld pjaltede soldater. Tibetanerne ignorerede fuldstændig den kinesiske administration og adlød kun deres egne ledere. En meget enkel kendsgerning illustrerer den sande status for Sikangs kinesiske regenter: ingen i provinsen ville acceptere kinesisk valuta, og embedsmændene, der ikke kunne købe noget med deres penge, blev tvunget til at opholde livet ved en bytteproces.
Når du er uden for Nordporten [af Dardo eller Kangting], siger du farvel til den kinesiske civilisation og dens bekvemmeligheder, og du begynder at føre en anden slags liv, helt og holdent. Selvom de omfattende territorier nord for byen er en del af de kinesiske provinser Sikang og Tsinghai, går den virkelige grænse mellem Kina og Tibet gennem Kangting, eller måske lige udenfor den. Den empiriske linje, som kinesiske kartografer, der er mere berørt af prestige end med nøjagtighed, trækker på deres kort, har ingen relation til nøjagtigheden.
- André Migot, i Tibetan Marches
I 1947-49 sendte Lhasa en handelsmission ledet af finansminister Tsepon W. D. Shakabpa til Indien, Kina, Hong Kong, USA og Storbritannien. De besøgte lande var forsigtige med ikke at udtrykke støtte til påstanden om, at Tibet var uafhængig af Kina og ikke diskuterede politiske spørgsmål med missionen. Disse handelsmissions-embedsfolk kom til Kina via Hong Kong med deres nyudstedte tibetanske pas, som de ansøgte om på det kinesiske konsulat i Indien, og opholdt sig i Kina i tre måneder. Andre lande tillod imidlertid, at missionen kunne rejse ved hjælp af pas udstedt af den tibetanske regering. USA modtog uofficielt handelsmissionen. Missionen mødtes med den britiske premierminister Clement Attlee i London i 1948.

### Indarbejdelse i Folkerepublikken Kina
I 1949 udviste Kashag-regeringen alle kinesiske embedsmænd fra Tibet på trods af protester fra både Kuomintang og kommunisterne, da kommunisterne fik kontrol over Kina. Den kinesiske kommunistiske regering ledet af Mao Zedong, som kom til magten i oktober, spildte ingen tid på at hævde en ny kinesisk tilstedeværelse i Tibet. I juni 1950 udtalte den britiske regering i underhuset, at Hans Majestæts regering "altid har været parat til at anerkende kinesisk suverænitet over Tibet, men kun på betingelsen, at Tibet anses for autonomt". I oktober 1950 rykkede folkets befrielseshær ind i det tibetanske område Chamdo og besejrede den sporadisk modstand fra den tibetanske hær. I 1951 deltog repræsentanter for de tibetanske myndigheder under ledelse af Ngapoi Ngawang Jigme med Dalai Lamas autorisation i forhandlinger i Beijing med den kinesiske regering. Det resulterede i syttenpunktsoverenskomsten, som bekræftede Kinas suverænitet over Tibet. Aftalen blev ratificeret i Lhasa et par måneder senere. Kina kaldte hele processen som "fredelig befrielse af Tibet".